# Општина Тодирени (Ботошани)
Тодирени (рум. Todireni) општина је у Румунији у округу Ботошани.
Oпштина се налази на надморској висини од 83 m.